# Lištani
Lištani naseljeno mjesto u gradu Livnu, Federacija Bosne i Hercegovine, BiH. Smješteno je na padinama Dinare, na jugozapadnom dijelu Livanjskog polja, 24 km udaljenosti od Livna, na putu za Bosansko Grahovo.

## Povijest i kultura
Staro je rimsko, a kasnije slavensko naselje Pelva. Naselje je idealno postavljeno za nadgledanje cjelokupnog livanjskog polja od Livna do Crnog Luga. U naselju je postojala ranokršćanska bazilika kao i više ranokršćanskih groblja. Tijekom arheoloških istraživanja 2003. godine otkiven je natpis popa Tjehodraga, jedan od najstarijih natpisa na hrvatskoj ćirilici.
Sustavna arheološka istraživanja na lokalitetu Podvornice u Lištanima kod Livna, rezultirala su otkrićem 
- rimske nekropole,
- ranokršćanskoga kompleksa sastavljenoga od dviju bazilika,
- krsnoga zdenca i nekropole te
- starohrvatskoga i kasnosrednjovjekovnoga groblja. Tijekom dosadašnjih šest istraživačkih kampanja istraženo je 195 grobova. Među nalazima s ovoga lokaliteta izdvaja se na dva dijela razlomljena vapnenačka ploča s natpisom pisanim crkvenoslavenskim jezikom hrvatske redakcije i hrvatskom ćirilicom na kojem se spominje pop Tjehodrag i njegovih pet umorenih sinova. Ploča se nalazi u lapidarnoj zbirci Franjevačkog muzeja i galerije na Gorici-Livno.

Na udaljenosti 500 metara je kasnosrednjovjekovna nekropola sa stećcima. Lokalitetom dominira željeznodobna gradina, koja je u suton antike preuređena u utvrdu (castrum). U stručnoj je literaturi lokalitet Podvornice bio poznat pod imenom “Crkva Sv. Ruže”. U Lištane se locira Pelva, putna postaja (mansio) s rimske ceste Salona – Servitium koja je spajala Dalmaciju s Panonijom.
Arheološko područje Lištani – Podvornice, proglašeno je za nacionalni spomenik Bosne i Hercegovine. Istraživano je u nekoliko navrata, a svi rezultati nisu još objavljeni.
Još jedno povijesno područje – prapovijesni tumul i nekropola sa stećcima, Veliki i Mali Han, proglašeno je za nacionalni spomenik Bosne i Hercegovine
U stručnoj je literaturi lokalitet Podvornice bio poznat pod imenom “Crkva Sv. Ruže”. U Lištane se locira Pelva, putna postaja (mansio) s rimske ceste Salona – Servitium koja je spajala Dalmaciju s Panonijom.

## Stanovništvo

### 1991.
Nacionalni sastav stanovništva 1991. godine, bio je sljedeći:
ukupno: 490
- Hrvati - 489 (99,80%)
- ostali, neopredijeljeni i nepoznato - 1 (0,20%)

### 2013.
Nacionalni sastav stanovništva 2013. godine, bio je sljedeći:
ukupno: 546
- Hrvati - 542 (99,27%)
- Muslimani - 2 (0,37%)
- ostali, neopredijeljeni i nepoznato - 2 (0,37%)

## Poznate osobe
- Ivan Šuker, hrv. političar
- Jakov Lukač, hrv. liječnik
- Mate Rimac, inovator i poduzetnik, osnivač tvrtke Rimac Automobili

## Šport
- NK Rujani Čelebić 92 Lištani